# Denis Nicolas Chaillot
Denis Nicolas Chaillot est un homme politique français né le 27 juin 1764 à Provins (Seine-et-Marne) et décédé le 12 janvier 1814 au même lieu.
Né de Denis François Chaillot de Samondé, conseiller du roi et son procureur au bailliage et siège présidial de Provins, et de Marie Geneviève Fariat, avocat à Provins, il devient membre du bureau de conciliation et juge de paix. Il est élu député de Seine-et-Marne au Conseil des Cinq-Cents le 27 germinal an VII et siège ensuite au Corps législatif.

## Sources
- « Denis Nicolas Chaillot », dans Adolphe Robert et Gaston Cougny, Dictionnaire des parlementaires français, Edgar Bourloton, 1889-1891 [détail de l’édition]